# Kora Boufflert
Kora Boufflert (née Sommerfeld le 23 avril 1966  au Havre) est une athlète française spécialiste de la marche athlétique et de la course d'ultrafond. Elle est championne de France des 24 heures en 2008, championne d'Europe des 24 heures par équipes et championne du monde des 24 heures par équipes en 2009,.

## Biographie
Très tôt attirée par la marche de grand fond (145 km aux 24 h de Rouen en 1987), elle mène aussi une carrière dans la marche de vitesse.
En 1993 et 1994, elle décroche deux sélections en équipe de France sur 10 km marche. En 1994 et 1995, elle enchaine les performances en battant les records du monde du 100 km marche (10 h 13 min 56 s à Roubaix le 9 octobre 1994) et du 50 km marche (4 h 41 min 57 s à Ay le 17 septembre 1995).
Elle gagne le Paris-Colmar féminin (25-27 mai 1995) en couvrant les 335 km du parcours en 45 h 2 min.
Ayant atteint les objectifs sportifs qu'elle s'était fixés, elle arrête la compétition de haut niveau pendant plusieurs années.
À son retour, elle reprend sa place au plus haut de la hiérarchie de la marche de grand fond. Le 24 avril 2005, à Bar-le-Duc, elle établit un nouveau chrono de référence sur les longues distances. Elle couvre 170 km en 19 h 56 min 41 s. En 2006, elle gagne un deuxième Paris-Colmar féminin.
En 2007, elle s'aligne sur le Paris-Colmar masculin. Elle termine à une 7e place en couvrant les 451 km de l'épreuve en 63 h 16 min.
Les années qui suivront la verront se tourner vers les 24 heures de course. Elle obtiendra 2 nouvelles sélections internationales en 2008 et en 2009.  Elle couvrira 224 km 440 le 1er mai 2008 aux 24 heures de Brive,.

## Records personnels
Statistiques de Kora Boufflert d'après la Fédération française d'athlétisme (FFA) :

### Records personnels en marche
- 3 000 m : 14 min 12 s 1 en 1995
- 3 000 m salle : 13 min 33 s 80 en 1994[réf. nécessaire]
- 5 000 m : 23 min 51 s 5 en 1995
- 10 000 m : 48 min 48 s 0 en 1995
- 10 km route : 49 min 30 s en 1994[réf. nécessaire]
- 20 000 m marche : 1 h 57 min 6 s 0 en 2005
- 20 km route : 1 h 43 min 15 s en 1994
- 50 km route : 4 h 41 min 57 s en 1997
- 100 km : 10 h 13 min 56 s[réf. nécessaire]
- 170 km : 19 h 56 min 41 s en 2005

### Records personnels en course
- 1 500 m : 5 min 32 s 84 en 2008
- 1 500 m salle : 5 min 51 s 85 en 2008
- 3 000 m : 11 min 48 s 67 en 2008
- 6 heures route : 69,561 km aux 6 h de La Gorgue en 2008[6]
- 24 heures route : 224,440 km aux 24 h de Brive en 2008[6],[7]